# Geel
Geel (in English also Gheel) là một đô thị tọa lạc ở tỉnh Antwerpen. Đô thị này thành thành phố vào thập niên 1980.
Đô thị này gồm Central-Geel với 4 giáo khu/thị trấn cổ: St-Amand, St-Dimfna, Holven và Elsum. Xung quanh trung tâm có các thị trấn/giáo khu Ten Aard (N), Sas 7 (NE), Bel (E), Winkelomheide (SE), Stelen, Oosterlo and Zammel (S), Punt (SW) và Larum (W). Tại thời điểm ngày 1 tháng 1 năm 2006, Geel có dân số 35.189 người. Tổng diện tích là 109,85 km² với mật độ dân số là 320 người trên mỗi km². 

## Cư dân nổi bật
- Patrik Vankrunkelsven, nhà chính trị (sinh 1957)
- Ludo Dierckxsens, vận động viên đua xe (sinh 1964)
- Marc Goossens, vận động viên đua xe (sinh 1969)
- Jan Heylen, vận động viên đua xe (sinh 1980)
- Sepp De Roover, hậu vệ (sinh 1984)
- Kirsten Flipkens, tuyển thủ quần vợt (sinh 1986)

## Thành phố kết nghĩa
- Ireland: Tydavnet, hạt Monaghan
- Đức: Xanten